# Sis dies de Milà
Els Sis dies de Milà era una cursa de ciclisme en pista, de la modalitat de sis dies, que es corria a Milà (Llombardia). La seva primera edició data del 1927, i es va disputar, amb diferents parèntesi, fins al 2008. Francesco Moser, amb sis victòries, és el ciclista que més vegades ha guanyat la cursa. El mallorquí Joan Llaneras i l'italià Paolo Bettini foren els darrers vencedors.

## Palmarès
| Any     | Primers                               | Segons                                | Tercers                                   |
| ------- | ------------------------------------- | ------------------------------------- | ----------------------------------------- |
| 1927    | Costante Girardengo · Alfredo Binda   | Domenico Piemontesi · Piet van Kempen | Pietro Bestetti · Alfredo Dinale          |
| 1928    | Costante Girardengo · Pietro Linari   | Onésime Boucheron · Alessandro Tonani | Lucien Choury · Louis Fabre               |
| 1929-60 | No disputats                          | No disputats                          | No disputats                              |
| 1961    | Ferdinando Terruzzi · Reginald Arnold | Peter Post · Rik Van Looy             | Walter Bucher · Fritz Pfenninger          |
| 1962    | Rik Van Steenbergen · Emile Severeyns | Reginald Arnold · Ferdinando Terruzzi | Peter Post · Rik Van Looy                 |
| 1963    | Peter Post · Ferdinando Terruzzi      | Klaus Bugdahl · Fritz Pfenninger      | Rik Van Steenbergen · Emile Severeyns     |
| 1964    | Rik Van Steenbergen · Leandro Faggin  | Peter Post · Ferdinando Terruzzi      | Palle Lykke Jensen · Fritz Pfenninger     |
| 1965    | Rik Van Steenbergen · Gianni Motta    | Peter Post · Ferdinando Terruzzi      | Dieter Kemper · Horst Oldenburg           |
| 1966    | Peter Post · Gianni Motta             | Freddy Eugen · Palle Lykke Jensen     | Leandro Faggin · Patrick Sercu            |
| 1967    | Peter Post · Gianni Motta             | Klaus Bugdahl · Patrick Sercu         | Leandro Faggin · Sigi Renz                |
| 1968    | Peter Post · Gianni Motta             | Rudi Altig · Felice Gimondi           | Dieter Kemper · Horst Oldenburg           |
| 1969    | Dieter Kemper · Horst Oldenburg       | Eddy Merckx · Patrick Sercu           | Michele Dancelli · Peter Post             |
| 1970    | Dieter Kemper · Norbert Seeuws        | Klaus Bugdahl · Sigi Renz             | Romain Deloof · Fritz Pfenninger          |
| 1971    | Eddy Merckx · Julien Stevens          | Gianni Motta · Peter Post             | Erich Spahn · Fritz Pfenninger            |
| 1972    | Felice Gimondi · Sigi Renz            | Gianni Motta · Patrick Sercu          | Carlo Rancati · Alain Van Lancker         |
| 1973    | Patrick Sercu · Julien Stevens        | Gianni Motta · Alain Van Lancker      | Felice Gimondi · Sigi Renz                |
| 1974-75 | No disputats                          | No disputats                          | No disputats                              |
| 1976    | Francesco Moser · Patrick Sercu       | Felice Gimondi · Rik Van Linden       | Albert Fritz · Wolfgang Schulze           |
| 1977    | Felice Gimondi · Rik Van Linden       | Freddy Maertens · Marc Demeyer        | Francesco Moser · René Pijnen             |
| 1978    | Francesco Moser · René Pijnen         | Giuseppe Saronni · Patrick Sercu      | Donald Allan · Felice Gimondi             |
| 1979    | Francesco Moser · René Pijnen         | Albert Fritz · Wilfried Peffgen       | Patrick Sercu · Felice Gimondi            |
| 1980    | Giuseppe Saronni · Patrick Sercu      | Albert Fritz · René Pijnen            | Roger De Vlaeminck · Alfons De Wolf       |
| 1981    | Francesco Moser · Patrick Sercu       | Albert Fritz · René Pijnen            | Donald Allan · Danny Clark                |
| 1982    | Giuseppe Saronni · René Pijnen        | Francesco Moser · Patrick Sercu       | Maurizio Bidinost · Urs Freuler           |
| 1983    | Francesco Moser · René Pijnen         | Moreno Argentin · Patrick Sercu       | Maurizio Bidinost · Urs Freuler           |
| 1984    | Francesco Moser · René Pijnen         | Guido Bontempi · Dietrich Thurau      | Roman Hermann · Horst Schütz              |
| 1985-95 | No disputats                          | No disputats                          | No disputats                              |
| 1996    | Silvio Martinello · Marco Villa       | Kurt Betschart · Bruno Risi           | Pierangelo Bincoletto · Giovanni Lombardi |
| 1997    | Silvio Martinello · Marco Villa       | Kurt Betschart · Bruno Risi           | Adriano Baffi · Gianni Bugno              |
| 1998    | Silvio Martinello · Etienne De Wilde  | Adriano Baffi · Andreas Kappes        | Matthew Gilmore · Marco Villa             |
| 1999    | Silvio Martinello · Marco Villa       | Adriano Baffi · Andreas Kappes        | Andrea Collinelli · Jimmi Madsen          |
| 2000-07 | No disputats                          | No disputats                          | No disputats                              |
| 2008    | Paolo Bettini · Joan Llaneras         | Filippo Pozzato · Luke Roberts        | Sebastián Donadio · Walter Pérez          |